# Fraternidade Latino-Americana de Igrejas Reformadas
A Fraternidade Latino-Americana de Igrejas Reformadas - FLIR(Confraternidad Latinoamericana de Iglesias Reformadas-CLIR) é um um fórum, formado em 1994, para a comunhão e ministério conjunta entre igrejas Reformadas e Presbiterianas na América Latina.
A FLIR é um fórum regional, associado a maior Fraternidade Reformada Mundial, o principal objetivo é promover a cooperação mutua entre as denominações integrantes.

## História
A Fraternidade Latino-Americana de Igrejas Reformadas (FLIR) foi fundada em 1994 para fornecer um fórum para a comunhão e ministério conjunta entre igrejas Reformadas e Presbiterianas. O Reverendi Bill Verde já trabalhou como Secretário Executivo da FLIR desde 1997.
Desde a sua criação, a FLIR cresceu para incluir cerca de 13 igrejas locais e denominações em muitos países da América Latina, bem como instituições teológicas e distribuidores de livros.
Como uma irmandade, a CLIR visa proporcionar maneiras em que os líderes da igreja possam se familiarizar com outros cristãos reformados, a fim de abordar mutuamente o desafio de evangelizar nesta região do mundo. Nas últimas décadas a organização tem enfatizado que trabalhando juntas as igrejas tem maior chance de sucesso em suas missões na região.

## Publicações
Um aspecto importante do trabalho de FLIR é a publicação. Por mais de oito anos, uma revista teológica foi publicada e distribuída em todo o continente, proporcionando uma análise Reformada de questões contemporâneas. Desde as primeiras 300 revistas, este esforço tem crescido para 5.000. Ao mesmo tempo, a FLIR começou a publicar o material teológica e bíblica que acompanha a nossa visão para uma visão de mundo e da vida Reformada. O número de livros publicados subiu para 30 (2006), e FLIR está começando a fazer um impacto em muitas áreas da América Latina.
Através da revista teológica Reforma Século 21, mas de mil pastores e líderes estão recebendo um recurso prático e contemporâneo para o seu ministério. Esta publicação vanguarda envolve questões cotidianas que enfrentam os líderes da igreja. Ao mesmo tempo que oferece um enfoque histórico e confessional para as igrejas atingidas pelo desejo para o novo e sensacional. Publicações subiram de 300 para 5000 cópias.

## Missão
Um dos objetivos da FLIR é estimular o crescimento da igreja, nova plantação de igrejas e missões estrangeiras. Como igrejas reformadas em toda a América Latina estão se tornando mais conscientes das condições de cada região, existe um sentimento crescente da necessidade de unir esforços para alcançar as áreas que ainda não têm nenhuma testemunha reformada. Assembléias gerais da FLIR, que trazem os líderes de todo o continente, têm sido um dos principais meios pelos quais uma camaradagem crescente tem surgido.

## Base Doutrinária
De um modo geral, os membros acreditam em FLIR:
1. Escritura originalmente dado por Deus, divinamente inspirada, infalível, inerrante, totalmente confiável, e como a autoridade suprema em todos os assuntos de fé e prática.
2. Um Deus, que co-existe em três pessoas: Pai, Filho e Espírito Santo.
3. Nosso Senhor Jesus Cristo, Deus manifestado na carne, Seu nascimento virginal, Sua vida sem pecado, seus milagres divinos, a Sua morte vicária e substitutiva, ressurreição corporal, sua ascensão, Sua obra mediadora, e seu retorno pessoal em poder e glória.
4. Que a humanidade tem estado envolvido em pecado original de Adão e separado de Deus há possibilidade de salvação por seus próprios méritos.
5. A salvação do homem perdido e pecador através da vida, trabalho, morte e ressurreição de nosso Senhor Jesus Cristo pela fé e não pelas obras, e regeneração pelo Espírito Santo.
6. O Espírito Santo por cujo habita o crente é capacitado a viver uma vida santa, para testemunhar e trabalhar para o Senhor Jesus Cristo.
7. Unidade no Espírito de todos os que foram salvos:. Da Igreja, o corpo de Cristo
8. A ressurreição dos salvos para a vida eterna e os perdidos para a condenação.
a Fraternidade Latino-Americana de Igrejas Reformadas é um corpo que é identificado com o cristianismo histórico expressa em confissões escritas na Reforma Protestante, tais como:
- Símbolos de Westminster
  - Confissão de Fé de Westminster
  - Catecismo Maior de Westminster
  - Breve Catecismo de Westminster
- Catecismo de Heidelberg
- Confissão Belga
- Cânones de Dort
- Segunda Confissão Helvética
- Trinta e Nove Artigos de Religião
- Confissão de Londres
- Confissão de Fé Escocesa[8]

## Membros

### Denominações
- Igreja Presbiteriana do Brasil[15]
- Igreja Presbiteriana Nacional do México[16]
- Igreja Evangélica Reformada da Colômbia
- Igreja Reformada de Nicarágua
- Igreja Presbiteriana e Reformada da Costa Rica
- Igreja Evangélica Presbiteriana do Peru
- Igreja Presbiteriana Nacional do Chile

### Igrejas locais
- Igreja Presbiteriana Reformada do Caribe (igreja local federada à Igreja Presbiteriana Ortodoxa)[17]
- Primeira Igreja Batista de Balboa, Panamá
- Igreja Evangélica Presbiteriana de La Paz, Bolívia
- Igreja Presbiteriana Horeb, Cochabamba, Bolívia
- Igreja  Reformada em Comayagua, Honduras
- Igreja Decisão Jesus, Cali, Colômbia